# Tada Fumio
Tada Fumio (japanisch 多田 文男; geboren 3. Juli 1900 in der Präfektur Tokio; gestorben 15. März 1978) war ein japanischer Geograph.

## Leben und Wirken
Tada Fumio machte 1924 seinen Studienabschluss an der Universität Tokio. 1926 wurde er Assistenzprofessor an seiner Alma Mater. 1930 bis 1933 hielt er sich zur Weiterbildung in Deutschland auf und zwar an der Friedrich-Wilhelms-Universität zu Berlin unter dem Geographen Norbert Krebs und an der Universität Halle unter dem Siedlungsgeographen Otto Schlüter.
Nach seiner Rückkehr 1933 wurde Tada Assistenzprofessor im Department für Geographie der Naturwissenschaftlichen Fakultät der Universität Tokio. Als 1941 das Institut für Ressourcenwissenschaften eingerichtet wurde, wurde er dort, sowie am Nationalmuseum der Naturwissenschaften, parallel tätig.
Erst 1953 wurde Tada zum Professor an der Universität Tokio ernannt. 1961 erfolgte, wie an der Universität Tokio üblich mit 60+, die Verabschiedung, immerhin als meiyo kyōju. Danach wirkte er als Professor an der Hōsei-Universität, dann an der Meiji-Universität und schließlich 1966 an der Komazawa-Universität.
Vor dem Zweiten Weltkrieg studierte Tada mehrmals die Trockengebiete Ostasiens. Er setzte sich mit Archäologen und Bauingenieuren zusammen, um die Feldtopographieforschung umfassend zu erweitern. Seit 1931 war er Vizepräsident der Internationalen Geographische Union, von 1931 bis 1934 Mitglied des Science Council of Japan. Darüber hinaus war er u. a. Präsident der „Japanischen Geografen-Gesellschaft“ (日本地理学会 Nihon chiri gakkai, englisch Association of Japanese Geographers) und Präsident der „Gesellschaft für Quartärgeologie“ (第四紀学会 Daiyonki gakkai). 1959 wurde er zum korrespondierenden Mitglied der Bayerischen Akademie der Wissenschaften ernannt.
Tada hinterließ Bücher wie Gobi no sabaku (ゴビの沙漠 ‚Die Wüste Gobi‘), Amazon no shizen to shakai (アマゾンの自然と社会 ‚Natur und Gesellschaft am Amazon‘), Shizen kankyō no hembo (自然環境の変貌 ‚Transformation der natürlichen Umgebung‘).